# Autódromo Eusebio Marcilla
O Autódromo Eusebio Marcilla (ou também: Autódromo de Junín) é um autódromo em Junín, na província de Buenos Aires, na Argentina. Recebeu a Turismo Carretera de 2011 à 2014. Foi construído no lugar do circuito de rua e do antigo autódromo de 1,4 km que existiam no local. O circuito possui 4,2 km de extensão e 7 curvas. O nome do autódromo homenageia o piloto argentino Eusebio Marcilla.

### Campeões

#### Turismo Carretera
| Ano  | Piloto           | Carro           |
| ---- | ---------------- | --------------- |
| 2011 | Guido Falaschi   | Ford Falcon     |
| 2012 | Norberto Fontana | Torino Cherokee |
| 2013 | Mariano Werner   | Ford Falcon     |
| 2014 | Agustín Canapino | Chevrolet Chevy |

#### TC2000
| Ano  | Piloto           | Carro      |
| ---- | ---------------- | ---------- |
| 2011 | José María López | Fiat Linea |

#### Super TC2000
| Ano  | Piloto          | Carro          |
| ---- | --------------- | -------------- |
| 2013 | Matías Rossi    | Toyota Corolla |
| 2015 | Damián Fineschi | Peugeot 408    |

#### Top Race
| Ano  | Piloto            | Carro                  |
| ---- | ----------------- | ---------------------- |
| 2012 | Juan Cruz Álvarez | Volkswagen Passat CC   |
| 2012 | Matías Rossi      | Ford Mondeo            |
| 2013 | Norberto Fontana  | Mitsubishi Lancer      |
| 2014 | Néstor Girolami   | Mitsubishi Lancer      |
| 2014 | Agustín Canapino  | Mercedes-Benz Classe C |
| 2015 | Matías Rodríguez  | Mercedes-Benz Classe C |

## Circuito Semipermanente El Panorámico
O Circuito Semipermanente El Panorámico foi um circuito de rua temporário em Junín, na província de Buenos Aires, na Argentina. Nos seus 9 anos de existência (1983-1992) recebeu a Turismo Carretera entre 1983 até 1990 e em 1992. O circuito possuia 7,875 km de extensão e 13 curvas.

### Campeões
| Ano  | Piloto                     | Carro           |
| ---- | -------------------------- | --------------- |
| 1983 | Emilio Satriano            | Chevrolet Chevy |
| 1984 | Roberto Mouras             | Dodge GTX       |
| 1985 | Emilio Satriano            | Chevrolet Chevy |
| 1986 | Jorge Oyhanart             | Ford Falcon     |
| 1987 | Oscar Aventín              | Ford Falcon     |
| 1988 | Juan Antonio De Benedictis | Dodge GTX       |
| 1989 | Oscar Angeletti            | Ford Fairlane   |
| 1990 | Roberto Mouras             | Chevrolet Chevy |
| 1992 | Juan Manuel Landa          | Dodge GTX       |